# 萬庫尼火山
17°35′42″S 69°47′21″W / 17.59500°S 69.78917°W

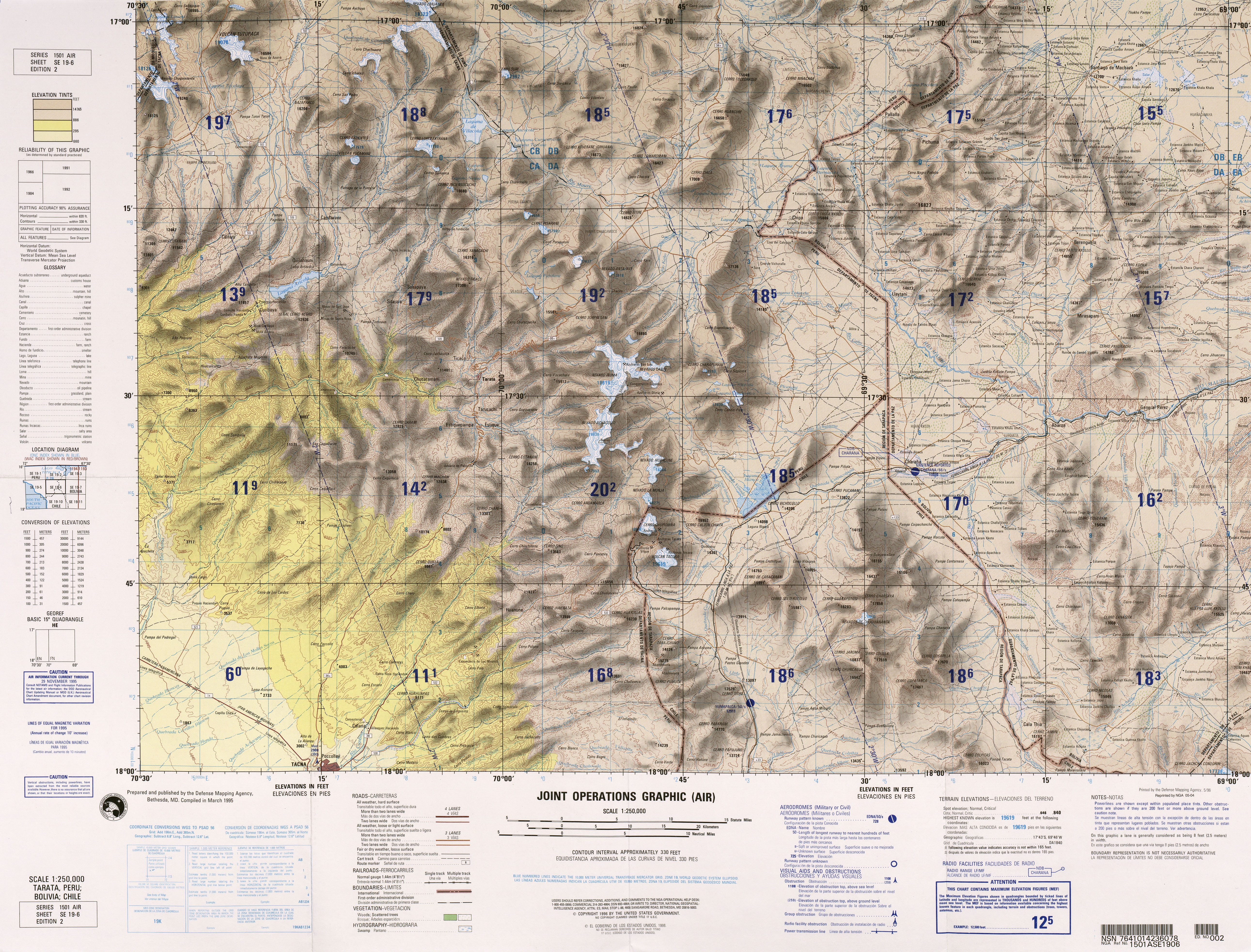

萬庫尼火山（Huancune），是秘魯的火山，位於秘魯的塔克納大區，處於阿查科柳山東南面和丘皮基尼亞火山以北，屬於安第斯山脈中巴羅索山脈的一部分，海拔高度5,567米。